# Wettelsheim

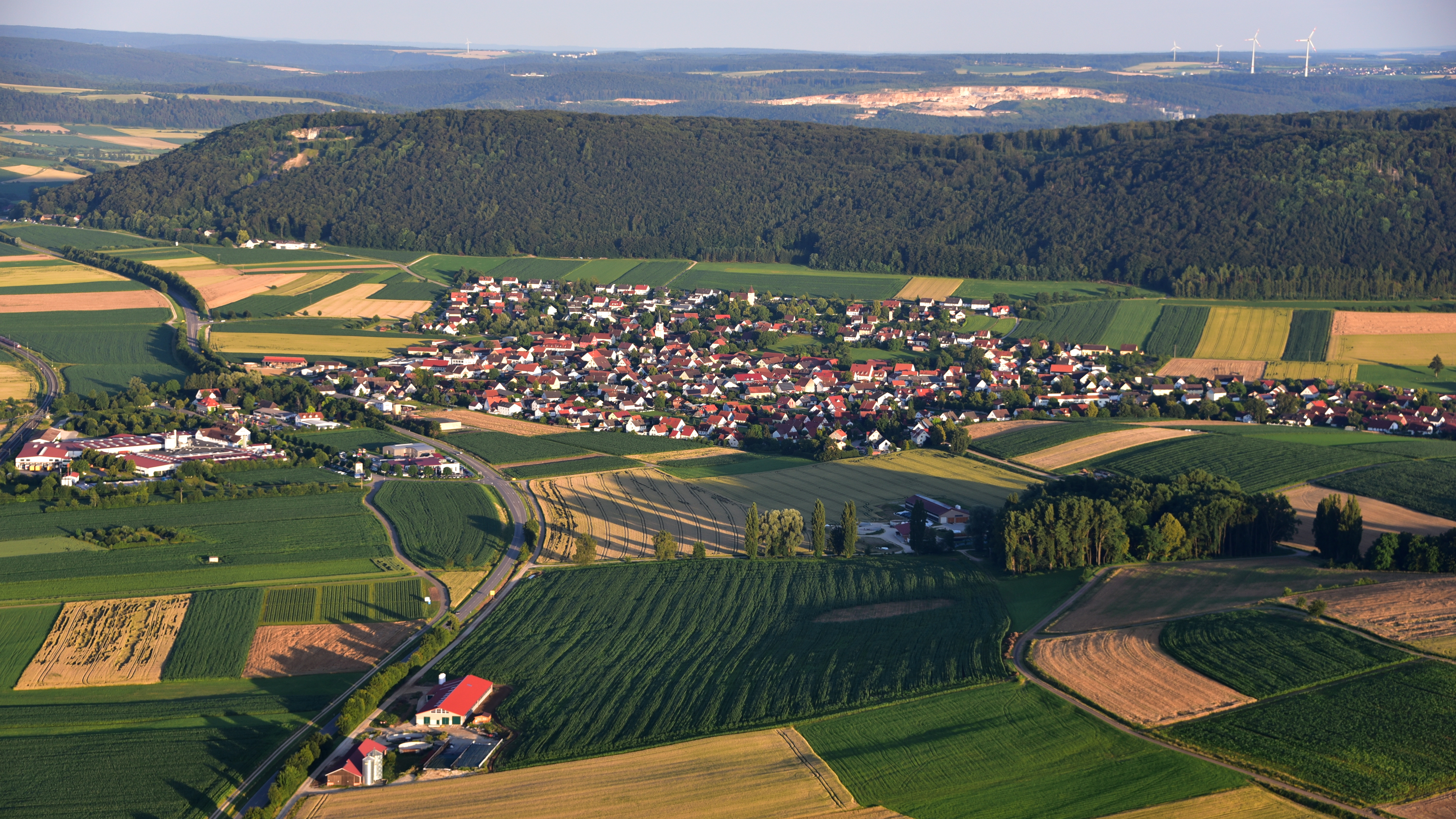
Wettelsheim, Luftaufnahme (2016)

Wettelsheim ist ein Gemeindeteil der Stadt Treuchtlingen im Landkreis Weißenburg-Gunzenhausen (Mittelfranken, Bayern). Die Gemarkung Wettelsheim hat eine Fläche von 15,326 km². Sie ist in 2635 Flurstücke aufgeteilt, die eine durchschnittliche Flurstücksfläche von 5816,27 m² haben. In ihr liegen neben dem namensgebenden Ort die Gemeindeteile Dornmühle, Falbenthal, Kellerhaus, Ziegelmühle und Zollmühle. Das Pfarrdorf liegt am Rand des Hahnenkammes in der Südlichen Frankenalb. Der Ort ist der größte Gemeindeteil von Treuchtlingen und der zweitgrößte Gemeindeteil (ohne die Hauptorte) aller Gemeinden im Landkreis Weißenburg-Gunzenhausen.

## Lage
Wettelsheim liegt im Naturpark Altmühltal zwischen Bubenheim und Windischhausen, rund vier Kilometer südlich von Markt Berolzheim und rund zweieinhalb Kilometer nördlich von Treuchtlingen. Es ist von ausgedehnten Mischwäldern und den Altmühlwiesen umgeben. Südlich befinden sich die Zwillingsberge Patrich (599,6 m) und Viersteinberg (600,2 m), nordwestlich liegt der Berolzheimer Wald. Durch den Ort verlaufen die Rohrach, ein Nebenfluss der Altmühl, deren Steinbrücken dem Ortsbild einen besonderen Charakter verleihen, und die Erlach, die von Falbenthal kommend am südlichen Ortsrand verrohrt in die Rohrach fließt. Südwestlich von Wettelsheim liegt im Rohrachtal das 4,45 Hektar große als „Geschützter Landschaftsbestandteil“ ausgewiesene Gebiet Rohrachmäander bei Wettelsheim.

### Verkehr

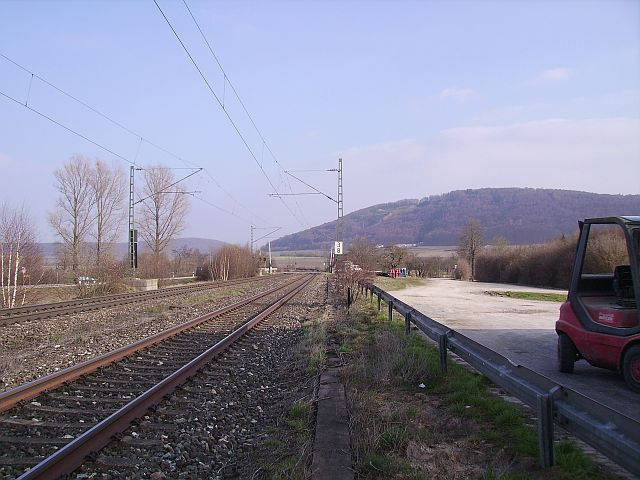
Der stillgelegte Bahnhof Wettelsheim

Die Hauptstraßen des Ortes sind die Kreisstraße WUG 5 und die Staatsstraße St 2230. Ebenfalls durch den Ort läuft der Altmühltal-Panoramaweg. An Wettelsheim vorbei führt die Bahnstrecke Treuchtlingen–Würzburg. Die Ortschaft hatte einen eigenen, 1869 eröffneten und mittlerweile stillgelegten Bahnhof mit zwei durchgehenden Hauptgleisen. Der Bahnhof Treuchtlingen ist ca. 4 km entfernt. Dorthin führt eine Buslinie.

## Geschichte
Das Gebiet um Wettelsheim ist seit langer Zeit besiedelt. Davon zeugen Siedlungen aus der Römerzeit, des Neolithikum, mehrere Villa rustica, Siedlungen der Hallstattzeit und der Urnenfelderzeit, Körpergräber der Bronzezeit und des frühen Mittelalters und ein Einzelfund eines neolithischen Steinbeils.
Der wohl im 5./6. Jahrhundert entstandene Ort wird erstmals 1044 in einer Schenkungsurkunde des Kaisers Heinrich III. urkundlich erwähnt. Er wurde unter anderem von den Marschällen aus Pappenheim, dem Kloster Wülzburg zu Weißenburg und nach dem Dreißigjährigen Krieg von den Hohenzollern verwaltet. 1422 verwüstete ein Ortsbrand das Dorf und vernichtete sämtliche Aufzeichnungen aus der Zeit davor. 1757 bis 1791 ließ der Markgraf von Ansbach im Ortszentrum die heutige Christuskirche erbauen.
Zur ehemals selbständigen Gemeinde Wettelsheim gehörten das Dorf Falbenthal sowie die Einöden Dornmühle, Kellerhaus, Ziegelmühle und Zollmühle. Im Zuge der Gemeindegebietsreform wurde Wettelsheim am 1. Juli 1972 nach Treuchtlingen eingemeindet. 2001 gewann das Dorf Silber im Wettbewerb Unser Dorf hat Zukunft. Am 30. April 2018 wurde eine Frau beim traditionellen Aufstellen des Maibaumes von dessen herabbrechender Spitze getroffen und hierbei tödlich verletzt.

## Wirtschaft / Infrastruktur
Wettelsheim ist landwirtschaftlich geprägt, besitzt jedoch auch einen vergleichsweise hohen Anteil an Gewerbe, Industrie und infrastrukturellen Einrichtungen. Hauptarbeitgeber ist die Brauerei Strauß, besser bekannt unter dem Namen Brauerei Wettelsheimer Bier. Sie wurde 1797 gegründet und gehört seit 1874 der Familie Strauß. Der im Wald gelegene Wettelsheimer Keller zwischen Treuchtlingen und Wettelsheim gilt weiterhin als Ausflugstipp und erhielt Bierkeller-Ranking der Tageszeitung Fränkischer Tag den zweiten Platz.
Mehr als 20 Vereine zeugen von einem regen Dorfleben.
Wettelsheim hatte einen Bahnhof an der Bahnstrecke Treuchtlingen–Würzburg.

## Baudenkmäler

### Kirche St. Martin
Die evangelische Friedhofskirche St. Martin wurde im Jahr 1058 durch Bischof Gundekar II. dem heiligen Martin geweiht und birgt heute noch Fresken aus dieser Zeit. Sie stammt in ihrer Grundstruktur aus dem 14. Jahrhundert. Im 17. Jahrhundert begannen die Herren von Leubelfing aus Falbenthal, die Kirche als Grablege zu nutzen. Der Saalraum besitzt ein eingezogenes Chor; der Westturm ist gedrungen und wird von einem Zeltdach gekrönt. Der spätgotische Flügelaltar wurde 1515 vom Abt des Klosters Wülzburg gestiftet und stammt von Sebastian Dayg aus Nördlingen. Ein Ausbau der Kirche fand im 15. Jahrhundert sowie im Jahr 1656 statt.

### Christuskirche
Die evangelische Christuskirche wurde unter Leitung des markgräflichen Landbauinspektors Johann David Steingruber von 1756 bis 1757 anstelle einer alten Marienkapelle erbaut, über die nur wenig bekannt ist. 1866 wurde sie wegen Baufälligkeit unter dem Baumeister Gustav Renner neuaufgebaut. Der polygonale Kirchturm wird von einem Spitzhelm gekrönt und befindet sich westlich des quergerichteten Kirchensaals. Östlich davon liegt die Sakristei und die Orgelempore. Hinter der Kirche befinden sich Überreste von Mauern und Gräben des Amtshofes aus dem 15. oder 16. Jahrhundert.

## Ortssammlung Wettelsheim
Die Ortssammlung Wettelsheim zeigt seit 1957 die Geschichte von Wettelsheim. Ausgestellt werden Bestände an Keramik aus Wettelsheimer Töpfereien aus dem 19. und 20. Jahrhundert. Ausstellungsschwerpunkte sind weiterhin das bäuerliche Leben, Handwerk und Brauchtum.

## Persönlichkeiten
- Georg Burckhardt (1539–1607), deutscher Professor für Rhetorik und Logik an der Eberhard-Karls-Universität Tübingen
- Johannes IV. Burckhardt (1538–1598), Abt der Klöster Münsterschwarzach und Banz